# Lambertz Open by STAWAG 2006
Il Lambertz Open by STAWAG 2006 è stato un torneo di tennis facente parte della categoria ATP Challenger Series nell'ambito dell'ATP Challenger Series 2006. Il torneo si è giocato a Aquisgrana in Germania dal 30 ottobre al 5 novembre 2006 su campi in sintetico indoor.

## Vincitori

### Singolare
Rainer Schüttler ha battuto in finale  Evgenij Korolëv con il punteggio di 6–3, 7–5

### Doppio
Ernests Gulbis /  Miša Zverev hanno battuto in finale  Tomasz Bednarek /  Irakli Labadze con il punteggio di 6(5)–7, 6–4, [10-8]